# Самейра
„Самейра“ (SamaYra) са българска алтернативна рокгрупа от София. Някои от песните им са „Има някъде“, „Името“, „Нестинарка“ и „Малко човече“ (с която печелят награда от БГ радио). Любопитен факт за групата е, че към момента, в който печелят наградата на БГ Радио за БГ Таланти на месец октомври 2003 г., всичките ѝ членове са ученици, а средната им възраст е под 17 години. Песните им се въртят в ефира на българските радиа, а БНТ ги избира да участват в Новогодишния концерт на площад „Батенберг“ в навечерието на 2004 г. По-късно вокалистката на „Самейра“, Мария, участва в групата „еХ“.

## Състав
- Мария Бояджиева (вокали)
- Георги Михайлов (китара)
- Юрий Божинов (бас)
- Георги Деянов (барабани)